# DroidHen
DroidHen es una empresa dedicada a desarrollar y editar videojuegos para dispositivos móviles basados en el sistema operativo Android. DroidHen ha recibido financiación de la división China de Sequoia Capital.

## Juegos de DroidHen
Esta es una lista parcial de algunos juegos desarrollados o publicados por DroidHen.
| - Basketball Shot - Car Conductor - City Jump - Defender - Defender II - Dinosaur War - Fish Predator - Fishing Diary - Fruit Slice - Haypi Kingdom OL - iRunner - Jelly Boom - Jewels - Lair Defense: Dungeon - Lair Defense: Shrine - Link Battle - Miracle City - Mole Kart - Moon Chaser - Paper Racing - Racing Moto - Shoot the Apple - Take me Home - Speed Hiker - Shadow - Tiny Station |